# Thomas Heurtaux
Thomas Heurtaux (Lisieux, 3 luglio 1988) è un ex calciatore francese, di ruolo difensore.

## Biografia
Il 3 giugno 2016 si è sposato a Taormina con la giornalista italiana Sarah Castellana, con la quale ha avuto un figlio.

## Carriera

### Club

#### Cherbourg e Caen
Cresciuto nelle giovanili del Caen, il 2 luglio 2008 viene ceduto in prestito al Cherbourg in Championnat National (terza serie francese): nella stagione colleziona 25 presenze ed una rete in Campionato ed una gara di Coupe de France.
Nel 2009, dopo esser rientrato dal prestito, arriva il giorno del suo debutto in prima squadra: il 10 agosto esordisce in occasione della partita di Ligue 2 vinta per 1 a 0 contro il Nantes, giocando gli interi 90 minuti. In stagione prende parte a 30 gare di Ligue 2, di cui ben 27 da titolare, contribuendo in maniera importante alla vittoria da parte del Caen del Campionato di seconda divisione venendo così promosso in Ligue 1 per la stagione successiva.
La sua prima stagione in Ligue 1 lo vede schierato in campo in 31 gare, ottenendo la sua prima espulsione in carriera il 15 gennaio 2011, durante la partita giocata con il Brest. Conclude la sua seconda stagione con il Caen con il totale di 34 gare disputate.
La stagione seguente lo vede sbloccarsi a livello realizzativo infatti in 36 gare di Campionato riesce a segnare ben 5 gol: il primo il 28 agosto contro il Rennes, poi altre 4 reti contro Stade Brestois (15 ottobre 2011), PSG (il 29 ottobre e il 17 marzo 2012) e il 2 maggio contro il Lorient.

#### Udinese
Il 25 maggio 2012 il direttore sportivo dell'Udinese Fabrizio Larini annuncia il tesseramento del giocatore per la stagione successiva. Esordisce con la nuova maglia il 25 agosto 2012 nella prima giornata di campionato in cui i friulani vengono sconfitti in trasferta dalla Fiorentina. La sua prima stagione in Italia lo vede schierato in campo per 20 volte, di cui 2 di UEFA Europa League nella quale esordisce il 22 novembre contro il Futbol'nyj Klub Anži.
Il 1º settembre 2013 mette a segno il suo primo gol col club bianconero nella partita di campionato Udinese-Parma (3-1). Realizza in stagione altre 3 reti contro la Fiorentina (24 novembre 2013), il Napoli (7 dicembre 2013) e il Livorno (21 dicembre). Conclude l'annata 2013-2014 con 39 gare e 4 gol totali tra Serie A, Coppa Italia ed Europa League.
Nel 2014-2015 realizza un'altre rete, il 29 settembre contro il Parma, in 28 gare tra Serie A e Coppa Italia. La stagione 2015-2016 lo vede in campo solamente in 16 occasioni sia per scelta tecnica sia a causa di malanni fisici, tra cui una tendinite. Anche nella stagione seguente 2016-2017 trova poco spazio con sole 13 presenze complessive.

#### Hellas Verona
Il 12 luglio 2017 viene ceduto in prestito con diritto di riscatto al Verona, neo-promosso in Serie A. Debutta con i veneti il 19 agosto, in occasione della prima giornata di campionato, nella sconfitta interna col Napoli per 3-1. Gioca 19 gare complessive (17 in campionato e 2 in Coppa Italia) e conclude il campionato con l'immediato ritorno in serie B.

#### Ankaragücü
Il 18 agosto 2018 passa all'Ankaragücü, in Turchia. Il 10 agosto del 2019 rescinde il contratto e si svincola a causa dei mancati pagamenti di stipendio e dopo essere stato messo fuori rosa.

#### Salernitana
Il 2 settembre 2019 viene ingaggiato dalla Salernitana, dove firma un contratto annuale,  che lo vede debuttare nel campionato di serie B. 

#### Pohronie
Nell'inverno del 2021, Heurtaux ha firmato per il Pohronie per metà stagione, con l'obiettivo di salvare la squadra dalla retrocessione nella Fortuna Liga slovacca. Il club è riuscito a salvarsi a fine stagione e Heurtaux ha totalizzato 16 presenze in campionato.

### Nazionale
Nel 2005 viene convocato dal c.t. dell'Under-18, per disputare alcune amichevoli con la selezione. Un anno più tardi partecipa, con l'Under-19, alle qualificazioni per gli Europei Under-19 del 2007, da disputare in Austria.
Nel 2010, una volta conclusa la stagione con il Caen in campionato, partecipa con i Bleus al Torneo di Tolone di quell'anno, collezionando 3 presenze a fine torneo, con la formazione Under-20 posizionatasi al terzo posto.

## Dopo il ritiro
Nel giugno del 2024, Heurtaux ha collaborato con Sky Sport come commentatore sportivo per le partite degli Europei di calcio in Germania.

## Statistiche

### Presenze e reti nei club
| Stagione        | Squadra         | Campionato      | Campionato | Campionato | Coppe nazionali | Coppe nazionali | Coppe nazionali | Coppe continentali | Coppe continentali | Coppe continentali | Altre coppe | Altre coppe | Altre coppe | Totale | Totale |
| Stagione        | Squadra         | Comp            | Pres       | Reti       | Comp            | Pres            | Reti            | Comp               | Pres               | Reti               | Comp        | Pres        | Reti        | Pres   | Reti   |
| --------------- | --------------- | --------------- | ---------- | ---------- | --------------- | --------------- | --------------- | ------------------ | ------------------ | ------------------ | ----------- | ----------- | ----------- | ------ | ------ |
| 2008-2009       | Cherbourg       | CN              | 25         | 1          | CF+CdL          | 1+0             | 0               | -                  | -                  | -                  | -           | -           | -           | 26     | 1      |
| 2009-2010       | Caen            | L2              | 30         | 0          | CF+CdL          | 1+0             | 0               | -                  | -                  | -                  | -           | -           | -           | 31     | 0      |
| 2010-2011       | Caen            | L1              | 31         | 0          | CF+CdL          | 1+2             | 0               | -                  | -                  | -                  | -           | -           | -           | 34     | 0      |
| 2011-2012       | Caen            | L1              | 36         | 5          | CF+CdL          | 0+1             | 0               | -                  | -                  | -                  | -           | -           | -           | 37     | 5      |
| Totale Caen     | Totale Caen     | Totale Caen     | 97         | 5          |                 | 5               | 0               |                    | -                  | -                  |             | -           | -           | 102    | 5      |
| 2012-2013       | Udinese         | A               | 17         | 0          | CI              | 1               | 0               | UCL+UEL            | 0+2                | 0                  | -           | -           | -           | 20     | 0      |
| 2013-2014       | Udinese         | A               | 32         | 4          | CI              | 4               | 0               | UEL                | 3                  | 0                  | -           | -           | -           | 39     | 4      |
| 2014-2015       | Udinese         | A               | 26         | 1          | CI              | 2               | 0               | -                  | -                  | -                  | -           | -           | -           | 28     | 1      |
| 2015-2016       | Udinese         | A               | 15         | 0          | CI              | 1               | 0               | -                  | -                  | -                  | -           | -           | -           | 16     | 0      |
| 2016-2017       | Udinese         | A               | 12         | 0          | CI              | 1               | 0               | -                  | -                  | -                  | -           | -           | -           | 13     | 0      |
| Totale Udinese  | Totale Udinese  | Totale Udinese  | 102        | 5          |                 | 9               | 0               |                    | 5                  | 0                  |             | -           | -           | 116    | 5      |
| 2017-2018       | Verona          | A               | 17         | 0          | CI              | 2               | 0               | -                  | -                  | -                  | -           | -           | -           | 19     | 0      |
| 2018-2019       | Ankaragücü      | SL              | 0          | 0          | TK              | 0               | 0               | -                  | -                  | -                  | -           | -           | -           | 0      | 0      |
| 2019-2020       | Salernitana     | B               | 6          | 0          | CI              | 0               | 0               | -                  | -                  | -                  | -           | -           | -           | 6      | 0      |
| gen.-lug. 2021  | Pohronie        | SL              | 16         | 0          | CS              | 0               | 0               | -                  | -                  | -                  | -           | -           | -           | 16     | 0      |
| Totale carriera | Totale carriera | Totale carriera | 263        | 11         |                 | 17              | 0               |                    | 5                  | 0                  |             | -           | -           | 285    | 11     |

## Palmarès

### Club

#### Competizioni nazionali
- Campionato francese di seconda divisione: 1

Caen: 2009-2010